# Larkana
Larkana (Urdu: لاڑکانہ) è una città della provincia del Sindh in Pakistan, capoluogo del distretto omonimo.